# Josep Maria Pérez i Boixaderas
Josep Maria Pérez i Boixaderas (Montcada i Reixac, 2 de novembre de 1947) fou un futbolista català de la dècada de 1970.

## Trajectòria
Jugava com a extrem esquerre. Començà a jugar en el UD Bifurcación, CD Torre Baró i el juvenil del CD Montcada, passant més tard pel Club Esportiu Europa. Destacà com a jugador del RCD Mallorca durant la temporada 1970-71, fet que li permeté fitxar pel FC Barcelona. Amb el Barça jugà durant quatre temporades, cinquanta partits de lliga, i guanyà la lliga del 1974, on començà com a titular però posteriorment passà a la suplència. Finalitzà la seva carrera a la UD Salamanca i al Girona FC.

## Palmarès
- Lliga espanyola:
  - 1973-74